# 박희범
박희범(朴喜範, 1922년 4월 2일~1981년, 경북 김천)은 대한민국의 전직 대학교수, 경제학자이자 문교부 차관을 역임한 전직 공직자이다.

## 경력
- 경북대학교 법정대학 교수
- 서울대학교 상과대학 교수
- 서울대학교 상과대학 학장
- 국가재건최고회의 의장자문위원
- 경향신문 논설위원
- 문교부 차관
- 경제과학심의회의 상임위원
- 충남대학교 총장
- 계명대학교 교수

## 학력
- 서울대학교 경제학 학사
- 서울대학교 대학원 경제학 석사
- 서울대학교 대학원 경제학 박사

## 참고 자료
- 박희범 네이트 백과사전[깨진 링크(과거 내용 찾기)]

| 전임 김증한 | 제21대 문교부 차관 1968년 5월 24일 ~ 1970년 1월 7일 | 후임 김도창 |